# Lovozero

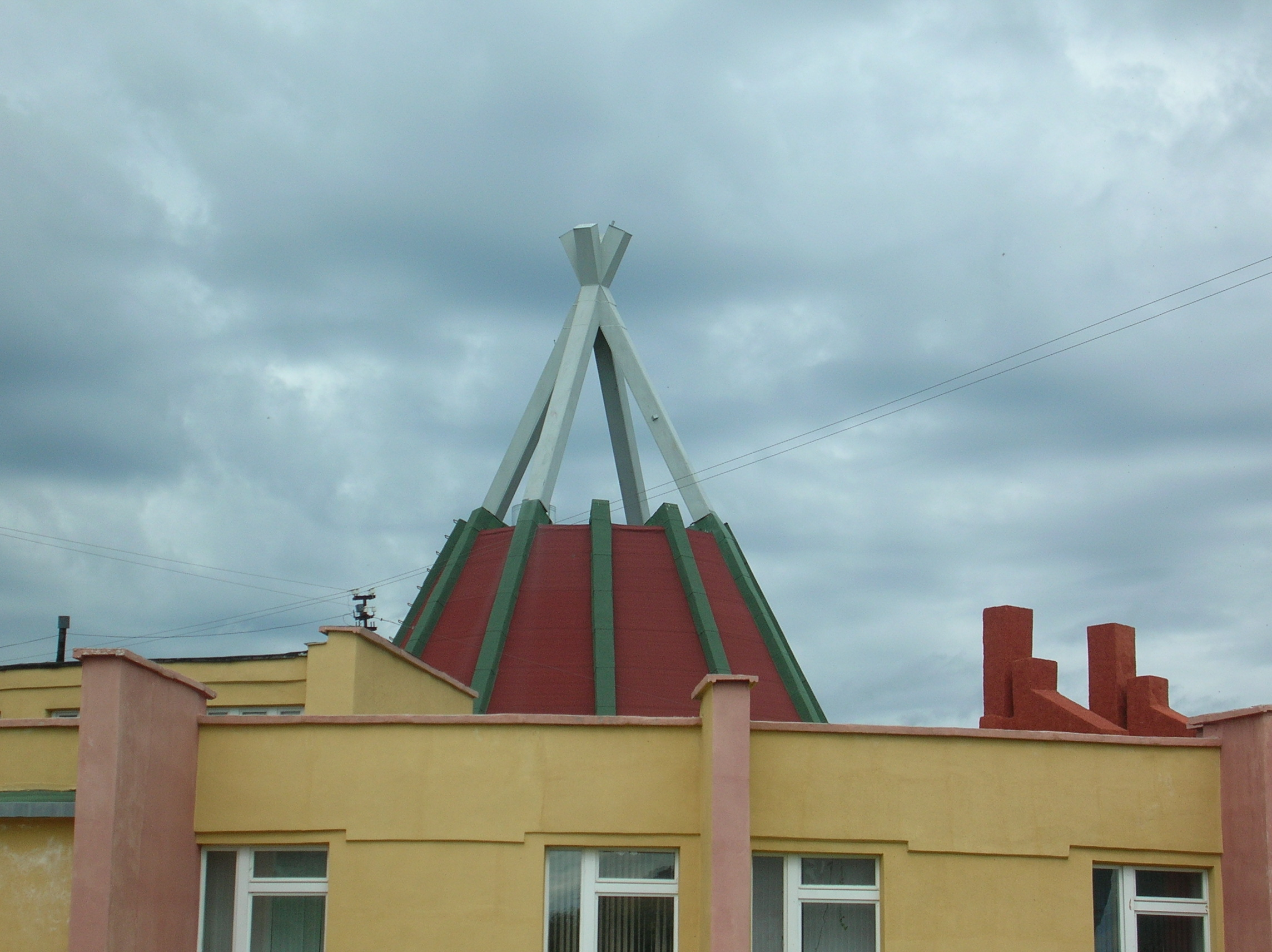
Nationella kulturcentret i Lovozero.

Lovozero (ryska: Ловозеро, finska: Luujärvi, kildinsamiska: Луяввьр, nordsamiska: Lujávri, skoltsamiska: Luujäuˊrr) är en landbygdsort (selo) på Kolahalvön i Murmansk oblast i Ryssland, och är administrativ huvudort för Lovozero rajon. Befolkningen uppgick till 2 871 invånare vid folkräkningen 2010. Flera samiska festivaler hålls i Lovozero, varför den ibland kallas samernas huvudstad i Ryssland. Två kilometer nordväst om orten ligger en flygbas.